# Juha Tiainen
Juha Tiainen (Finlandia, 5 de diciembre de 1955-28 de abril de 2003) fue un atleta finlandés, especializado en la prueba de lanzamiento de martillo en la que llegó a ser campeón olímpico en 1984.

## Carrera deportiva
En los JJ. OO. de Los Ángeles 1984 ganó la medalla de oro en el lanzamiento de martillo, llegando hasta los 78.08 m, por delante de los alemanes Karl-Hans Riehm y Klaus Ploghaus.